# Campeonato de Segunda División 1910 (Argentina)
El Campeonato de Segunda División 1910 fue el décimo segundo de la llamada era amateur de la Segunda División. También fue el último como segunda categoría del fútbol argentino.
El certamen se desarrolló entre mayo y el 11 de diciembre. A partir de esta edición, las reservas de los equipos de Primera División disputaron un certamen paralelo y tanto el campeón de la Segunda División como el campeón del torneo de reservas disputaron una final para coronar un único campeón.
El certamen consagró campeón al Racing Club por primera vez en su historia, tras vencer en la final al Club Atlético Boca Juniors por 2 a 1, y ascendió por primera vez a Primera División.

## Ascensos y descensos
| Pos | Ascendidos de la Segunda División 1909 |
| --- | -------------------------------------- |
| 1.º | Gimnasia y Esgrima de Buenos Aires     |

| Pos  | Descendidos de la Primera División 1909 |
| ---- | --------------------------------------- |
| 10.º | Reformer                                |
| 11.º | Lomas                                   |

### Incorporados y desafiliados
| Incorporados al Torneo de Reserva |
| --------------------------------- |
| Alumni (II)                       |
| Argentino de Quilmes (II)         |
| Belgrano (II)                     |
| Estudiantes (II)                  |
| Porteño (II)                      |
| Quilmes (II)                      |
| River Plate (II)                  |
| San Isidro (II)                   |

| Incorporados de la Tercera División 1909 |
| ---------------------------------------- |
| Argentino (N)                            |
| Criollos                                 |
| Ferro Carril Oeste (II)                  |
| Independiente (II)                       |
| Victoria                                 |

| Incorporados               |
| -------------------------- |
| Argentina                  |
| Argentino (N)              |
| Comercio                   |
| Criollos                   |
| Ferro Carril Sud           |
| Flores                     |
| Florida                    |
| General Urquiza            |
| Gimnasia y Esgrima (Mdes.) |
| Junín                      |
| Nacional                   |
| Nottingham Forest          |
| Platense                   |
| Victoria                   |

| Incorporados al Torneo de Reserva |
| --------------------------------- |
| San Fernando (II)                 |

| Incorporados a la Tercera División 1910 |
| --------------------------------------- |
| Belgrano (III)                          |
| Villa Ballester                         |

| Desafiliados                 |
| ---------------------------- |
| Angloargentino               |
| Banco de la Nación Argentina |
| Estudiantil Porteño (II)     |
| Lomas                        |
| Lomas (II)                   |
| Pretender                    |
| San Martín                   |
| Sportsman                    |

El número de participantes se redujo a 36.

## Sistema de disputa
Los participantes se dividieron en 3 secciones de 12 equipos cada una, cada sección se disputó a dos ruedas bajo el todos contra todos. 
Dos equipos de cada zona avanzaron a la Fase Final, siendo uno de los clasificados de cada sección el primer puesto. En caso de que uno de los clasificados fuera la reserva o segundo equipo de otro equipo del certamen, el equipo principal tomó el lugar en la Fase final.
Fase final
La fase final se disputó en 2 rondas. En la primera ronda se disputaron las finales de las secciones A y B; mientras en la segunda ronda se disputó la semifinal, disputada por los ganadores de las finales mencionadas, y la final de la sección C. Los 2 vencedores de la segunda ronda jugaron la final y, el ganador, ascendió a Primera División y jugó una final ante el campeón del Torneo de Reservas de Primera División.
Las llaves se resolvieron a único partido en cancha neutral, en caso de empate se disputó un nuevo encuentro.

## Equipos participantes
| Equipo                      | Ciudad                       |
| --------------------------- | ---------------------------- |
| Sociedad Sportiva Argentina | Buenos Aires                 |
| Argentino (Nuñez)           | Buenos Aires                 |
| Atlanta                     | Buenos Aires                 |
| Banfield                    | Banfield                     |
| Bernal                      | Bernal (Buenos Aires)        |
| Boca Juniors                | Buenos Aires                 |
| Comercio                    | Buenos Aires                 |
| Criollos de Caseros         | Caseros (Buenos Aires)       |
| Estudiantes de La Plata     | La Plata                     |
| Estudiantil Porteño         | Buenos Aires                 |
| Ferrocarril Oeste           | Buenos Aires                 |
| Ferro Carril Oeste (II)     | Buenos Aires                 |
| Ferrocarril Sud             | Remedios de Escalada (Lanús) |
| Club Atlético de Flores     | Buenos Aires                 |
| Florida                     | Florida (Buenos Aires)       |
| General Urquiza             | Buenos Aires                 |
| Gimnasia y Esgrima          | Mercedes (Buenos Aires)      |
| Independiente               | Avellaneda (Buenos Aires)    |
| Independiente (II)          | Avellaneda (Buenos Aires)    |
| Instituto Americano         | Adrogué                      |
| Junín Institute             | Junín (Buenos Aires)         |
| Kimberley                   | Villa Devoto                 |
| La Plata                    | La Plata                     |
| Nacional                    | Buenos Aires                 |
| Nottingham Forest           | Buenos Aires                 |
| Olivos                      | Olivos (Buenos Aires)        |
| Platense                    | Buenos Aires                 |
| Racing Club                 | Avellaneda                   |
| Racing Club (II)            | Avellaneda                   |
| Reformer                    | Campana (Buenos Aires)       |
| Riachuelo                   | Buenos Aires                 |
| Royal                       | Quilmes                      |
| San Fernando                | San Fernando                 |
| Southern Rangers            | Temperley (Buenos Aires)     |
| Talleres United             | Remedios de Escalada (Lanús) |
| Victoria                    | Victoria (Buenos Aires)      |

## Sección A

### Tabla de posiciones
| Pos. | Equipo                  | Pts.      | J         | G         | E         | P         | GF        | GC        | DG        |
| ---- | ----------------------- | --------- | --------- | --------- | --------- | --------- | --------- | --------- | --------- |
| 1°   | Racing Club             | 38        | 22        | 18        | 2         | 2         | 52        | 11        | 41        |
| —    | Estudiantes de La Plata | Sin datos | Sin datos | Sin datos | Sin datos | Sin datos | Sin datos | Sin datos | Sin datos |
| —    | Bernal                  | Sin datos | Sin datos | Sin datos | Sin datos | Sin datos | Sin datos | Sin datos | Sin datos |
| —    | Criollos                | Sin datos | Sin datos | Sin datos | Sin datos | Sin datos | Sin datos | Sin datos | Sin datos |
| —    | Ferrocarril Sud         | Sin datos | Sin datos | Sin datos | Sin datos | Sin datos | Sin datos | Sin datos | Sin datos |
| —    | Independiente           | 31        | 22        | 14        | 3         | 5         | sd        | sd        | sd        |
| —    | Kimberley               | Sin datos | Sin datos | Sin datos | Sin datos | Sin datos | Sin datos | Sin datos | Sin datos |
| —    | Olivos                  | Sin datos | Sin datos | Sin datos | Sin datos | Sin datos | Sin datos | Sin datos | Sin datos |
| —    | Platense                | Sin datos | Sin datos | Sin datos | Sin datos | Sin datos | Sin datos | Sin datos | Sin datos |
| —    | Reformer                | Sin datos | Sin datos | Sin datos | Sin datos | Sin datos | Sin datos | Sin datos | Sin datos |
| —    | San Fernando            | Sin datos | Sin datos | Sin datos | Sin datos | Sin datos | Sin datos | Sin datos | Sin datos |
| —    | Southern Rangers        | Sin datos | Sin datos | Sin datos | Sin datos | Sin datos | Sin datos | Sin datos | Sin datos |

|  | Clasificado a la Fase final. |

### Resultados
| Fecha            | Local                   | Resultado | Visitante               |
| ---------------- | ----------------------- | --------- | ----------------------- |
| 24 de abril      | Independiente           | 3 - 1     | Southern Rangers        |
| 5 de junio       | Independiente           | 5 - 1     | Ferrocarril Sud         |
| 12 de junio      | Estudiantes de La Plata | 4 - 1     | Independiente           |
| 19 de junio      | Racing Club             | 0 - 1     | Independiente           |
| 26 de junio      | Southern Rangers        | 1 - 4     | Independiente           |
| 29 de junio      | Independiente           | —         | Criollos                |
| 3 de julio       | Independiente           | 5 - 0     | San Fernando            |
| 10 de julio      | Independiente           | 4 - 0     | Bernal                  |
| 24 de julio      | Independiente           | 5 - 0     | Ferrocarril Sud         |
| 24 de julio      | Racing Club             | 0 - 0     | Estudiantes de La Plata |
| 31 de julio      | Independiente           | 0 - 0     | Estudiantes de La Plata |
| 14 de agosto     | Criollos                | —         | Independiente           |
| 21 de agosto     | Estudiantes de La Plata | 1 - 0     | Racing Club             |
| 21 de agosto     | Independiente           | 0 - 1     | Racing Club             |
| 28 de agosto     | Independiente           | —         | Reformer                |
| 30 de agosto     | Independiente           | 1 - 2     | Kimberley               |
| 8 de septiembre  | Independiente           | —         | Platense                |
| 11 de septiembre | Bernal                  | —         | Independiente           |
| 18 de septiembre | Olivos                  | —         | Independiente           |
| 25 de septiembre | Independiente           | 1 - 3     | San Fernando            |
| 2 de octubre     | Independiente           | —         | Olivos                  |
| 9 de octubre     | Platense                | —         | Independiente           |
| 16 de octubre    | Kimberley               | 0 - 0     | Independiente           |
| 23 de octubre    | Reformer                | 1 - 1     | Independiente           |

## Sección B

### Tabla de posiciones
| Pos. | Equipo                     | Pts.      | J         | G         | E         | P         | GF        | GC        | DG        |
| ---- | -------------------------- | --------- | --------- | --------- | --------- | --------- | --------- | --------- | --------- |
| 1°   | Banfield                   | 42        | 22        | 21        | 0         | 1         | 71        | 12        | 59        |
| —    | Ferro Carril Oeste (II)    | 30        | 22        | 14        | 2         | 6         | 18        | 20        | -2        |
| —    | Argentino (N)              | Sin datos | Sin datos | Sin datos | Sin datos | Sin datos | Sin datos | Sin datos | Sin datos |
| —    | Comercio                   | Sin datos | Sin datos | Sin datos | Sin datos | Sin datos | Sin datos | Sin datos | Sin datos |
| —    | Florida                    | Sin datos | Sin datos | Sin datos | Sin datos | Sin datos | Sin datos | Sin datos | Sin datos |
| —    | General Urquiza            | Sin datos | Sin datos | Sin datos | Sin datos | Sin datos | Sin datos | Sin datos | Sin datos |
| —    | Gimnasia y Esgrima (Mdes.) | Sin datos | Sin datos | Sin datos | Sin datos | Sin datos | Sin datos | Sin datos | Sin datos |
| —    | Jockey                     | Sin datos | Sin datos | Sin datos | Sin datos | Sin datos | Sin datos | Sin datos | Sin datos |
| —    | Nottingham Forest          | Sin datos | Sin datos | Sin datos | Sin datos | Sin datos | Sin datos | Sin datos | Sin datos |
| —    | Riachuelo                  | Sin datos | Sin datos | Sin datos | Sin datos | Sin datos | Sin datos | Sin datos | Sin datos |
| —    | Royal                      | Sin datos | Sin datos | Sin datos | Sin datos | Sin datos | Sin datos | Sin datos | Sin datos |
| —    | Talleres United            | Sin datos | Sin datos | Sin datos | Sin datos | Sin datos | Sin datos | Sin datos | Sin datos |

|  | Clasificado a la Fase final.                            |
|  | Fue reemplazado por Ferro Carril Oeste de la Sección C. |

### Resultados
| Fecha            | Local                      | Resultado | Visitante                  |
| ---------------- | -------------------------- | --------- | -------------------------- |
| 1 de mayo        | Banfield                   | —         | Nottingham Forest          |
| 8 de mayo        | Banfield                   | 2 - 1     | Talleres United            |
| 22 de mayo       | Comercio                   | 1 - 5     | Banfield                   |
| 5 de junio       | Banfield                   | —         | La Plata                   |
| 12 de junio      | Banfield                   | —         | Argentino (N)              |
| 19 de junio      | General Urquiza            | 0 - 3     | Banfield                   |
| 26 de junio      | Banfield                   | 4 - 0     | Royal                      |
| 29 de junio      | Banfield                   | 5 - 0     | Florida                    |
| 3 de julio       | Banfield                   | —         | Gimnasia y Esgrima (Mdes.) |
| 10 de julio      | Ferro Carril Oeste (II)    | 3 - 1     | Banfield                   |
| 24 de julio      | Banfield                   | —         | Riachuelo                  |
| 31 de julio      | Banfield                   | 5 - 0     | Comercio                   |
| 14 de agosto     | Royal                      | 1 - 5     | Banfield                   |
| 21 de agosto     | Banfield                   | 2 - 0     | Ferro Carril Oeste (II)    |
| 28 de agosto     | Argentino (N)              | 3 - 4     | Banfield                   |
| 30 de agosto     | Banfield                   | 4 - 0     | General Urquiza            |
| 4 de septiembre  | Gimnasia y Esgrima (Mdes.) | —         | Banfield                   |
| 18 de septiembre | Florida                    | —         | Banfield                   |
| 2 de octubre     | Riachuelo                  | 0 - 5     | Banfield                   |
| 9 de octubre     | Talleres United            | —         | Banfield                   |

## Sección C

### Tabla de posiciones
| Pos. | Equipo              | Pts.      | J         | G         | E         | P         | GF        | GC        | DG        |
| ---- | ------------------- | --------- | --------- | --------- | --------- | --------- | --------- | --------- | --------- |
| 1°   | Boca Juniors        | 38        | 22        | 18        | 2         | 2         | 56        | 14        | 42        |
| —    | Nacional            | Sin datos | Sin datos | Sin datos | Sin datos | Sin datos | Sin datos | Sin datos | Sin datos |
| —    | Atlanta             | Sin datos | Sin datos | Sin datos | Sin datos | Sin datos | Sin datos | Sin datos | Sin datos |
| 4°   | Ferro Carril Oeste  | 30        | 22        | 14        | 2         | 6         | 42        | 24        | 18        |
| —    | Estudiantil Porteño | Sin datos | Sin datos | Sin datos | Sin datos | Sin datos | Sin datos | Sin datos | Sin datos |
| —    | Club Atl. Flores    | Sin datos | Sin datos | Sin datos | Sin datos | Sin datos | Sin datos | Sin datos | Sin datos |
| 7°   | Argentina           | 16        | 22        | 7         | 2         | 13        | 16        | 45        | -29       |
| —    | Instituto Americano | Sin datos | Sin datos | Sin datos | Sin datos | Sin datos | Sin datos | Sin datos | Sin datos |
| —    | Independiente II    | 13        | 21        | 6         | 1         | 14        | 13        | 46        | -33       |
| —    | Junin               | Sin datos | Sin datos | Sin datos | Sin datos | Sin datos | Sin datos | Sin datos | Sin datos |
| 11°  | Victoria            | Sin datos | Sin datos | Sin datos | Sin datos | Sin datos | Sin datos | Sin datos | Sin datos |
| —    | Racing II           | Sin datos | Sin datos | Sin datos | Sin datos | Sin datos | Sin datos | Sin datos | Sin datos |

|  | Clasificado a la Fase final.                                    |
|  | Clasificó en lugar de Ferro Carril Oeste (II) por la Sección B. |

### Resultados
| Fecha            | Local               | Resultado | Visitante           |
| ---------------- | ------------------- | --------- | ------------------- |
| 24 de abril      | Boca Juniors        | 4 - 0     | Flores              |
| 24 de abril      | Independiente (II)  | —         | Flores              |
| 8 de mayo        | Boca Juniors        | 1 - 1     | Nacional            |
| 5 de junio       | Boca Juniors        | 5 - 1     | Independiente (II)  |
| 12 de junio      | Independiente (II)  | 1 - 8     | Nacional            |
| 19 de junio      | Boca Juniors        | 6 - 0     | Argentina           |
| 19 de junio      | Independiente (II)  | 0 - 3     | Ferro Carril Oeste  |
| 26 de junio      | Independiente (II)  | 0 - 0     | Junín               |
| 3 de julio       | Boca Juniors        | 3 - 0     | Instituto Americano |
| 3 de julio       | Ferro Carril Oeste  | 2 - 1     | Independiente (II)  |
| 10 de julio      | Nacional            | 2 - 1     | Boca Juniors        |
| 10 de julio      | Victoria            | 1 - 3     | Independiente (II)  |
| 17 de julio      | Victoria            | —         | Boca Juniors        |
| 24 de julio      | Independiente (II)  | —         | Instituto Americano |
| 24 de julio      | Racing (II)         | 1 - 2     | Boca Juniors        |
| 31 de julio      | Boca Juniors        | 1 - 0     | Estudiantil Porteño |
| 31 de julio      | Argentina           | 2 - 0     | Independiente (II)  |
| 7 de agosto      | Ferro Carril Oeste  | 1 - 3     | Boca Juniors        |
| 14 de agosto     | Boca Juniors        | 3 - 0     | Atlanta             |
| 14 de agosto     | Independiente (II)  | 0 - 2     | Estudiantil Porteño |
| 21 de agosto     | Flores              | —         | Boca Juniors        |
| 21 de agosto     | Instituto Americano | 3 - 2     | Independiente (II)  |
| 28 de agosto     | Boca Juniors        | 4 - 0     | Junín               |
| 28 de agosto     | Flores              | —         | Independiente (II)  |
| 4 de septiembre  | Estudiantil Porteño | 2 - 3     | Boca Juniors        |
| 4 de septiembre  | Racing (II)         | 2 - 1     | Independiente (II)  |
| 8 de septiembre  | Estudiantil Porteño | 4 - 1     | Independiente (II)  |
| 11 de septiembre | Boca Juniors        | —         | Racing (II)         |
| 18 de septiembre | Nacional            | 3 - 1     | Independiente (II)  |
| 25 de septiembre | Boca Juniors        | 0 - 0     | Ferro Carril Oeste  |
| 25 de septiembre | Independiente (II)  | —         | Victoria            |
| 2 de octubre     | Atlanta             | 2 - 5     | Boca Juniors        |
| 2 de octubre     | Junín               | 1 - 2     | Independiente (II)  |
| 9 de octubre     | Independiente (II)  | —         | Racing (II)         |
| 9 de octubre     | Instituto Americano | 2 - 3     | Boca Juniors        |
| 16 de octubre    | Boca Juniors        | 8 - 0     | Victoria            |
| 30 de octubre    | Independiente (II)  | 0 - 3     | Boca Juniors        |
| 4 de noviembre   | Independiente (II)  | 0 - 7     | Atlanta             |
| 6 de noviembre   | Independiente (II)  | —         | Argentina           |
| 11 de noviembre  | Argentina           | —         | Boca Juniors        |
| 27 de noviembre  | Junín               | 2 - 1     | Boca Juniors        |
| 11 de diciembre  | Atlanta             | —         | Independiente (II)  |

## Fase final
Los resultados mostrados son globales, en algunos casos debieron jugarse mas de 1 partido para definir la llave.
|  | Primera Ronda | Primera Ronda      | Primera Ronda |              |             | Segunda Ronda | Segunda Ronda | Segunda Ronda |   |  | Final | Final | Final |  |
|  |               |                    |               |              |             |               |               |               |   |  |       |       |       |  |
|  |               |                    |               |              |             |               |               |               |   |  |       |       |       |  |
|  | 1°            | Racing Club        | 1             |              |             |               |               |               |   |  |       |       |       |  |
|  | 1°            | Racing Club        | 1             |              |             |               |               |               |   |  |       |       |       |  |
|  |               | Estudiantes (LP)   | 0             |              |             |               |               |               |   |  |       |       |       |  |
|  |               | Estudiantes (LP)   | 0             | Racing Club  | Racing Club | 1             |               |               |   |  |       |       |       |  |
|  |               |                    |               | Racing Club  | Racing Club | 1             |               |               |   |  |       |       |       |  |
|  |               |                    | Banfield      | Banfield     | 0           |               |               |               |   |  |       |       |       |  |
|  | 1°            | Banfield           | Banfield      | Banfield     | 0           | 2             |               |               |   |  |       |       |       |  |
|  | 1°            | Banfield           |               |              |             |               |               |               |   |  |       |       |       |  |
|  |               | Ferro Carril Oeste | 0             |              |             |               |               |               |   |  |       |       |       |  |
|  |               |                    |               |              |             |               | Racing Club   | Racing Club   | 2 |  |       |       |       |  |
|  |               |                    |               |              |             |               |               |               | 2 |  |       |       |       |  |
|  |               |                    | Boca Juniors  | Boca Juniors | 1           |               |               |               |   |  |       |       |       |  |
|  |               |                    | Boca Juniors  | Boca Juniors | 1           |               |               |               |   |  |       |       |       |  |
|  |               |                    |               |              |             |               |               |               |   |  |       |       |       |  |
|  |               |                    |               |              |             |               |               |               |   |  |       |       |       |  |
|  |               | 1°                 | Boca Juniors  | 3            |             |               |               |               |   |  |       |       |       |  |
|  |               |                    |               | 3            |             |               |               |               |   |  |       |       |       |  |
|  |               |                    |               | Nacional     | 0           |               |               |               |   |  |       |       |       |  |
|  |               |                    |               | Nacional     | 0           |               |               |               |   |  |       |       |       |  |
|  |               |                    |               |              |             |               |               |               |   |  |       |       |       |  |
|  |               |                    |               |              |             |               |               |               |   |  |       |       |       |  |
|  |               |                    |               |              |             |               |               |               |   |  |       |       |       |  |
|  |               |                    |               |              |             |               |               |               |   |  |       |       |       |  |

### Finales de sección
| 27 de noviembre de 1910 | Racing Club | 1:0                                                 | Estudiantes de La Plata | no hay datos, Buenos Aires            |                                       |
|                         | A. Ohaco    | [[[Racing Club]] avanzó a las Semifinales. Reporte] |                         | Asistencia: no hay datos espectadores | Asistencia: no hay datos espectadores |

| 27 de noviembre de 1910 | Banfield             | 2:0                                                                      | Ferro Carril Oeste | Cancha de Estudiantes, Buenos Aires   |                                       |
|                         | Deandreis · Lloveras | [[[Club Atlético Banfield\|Banfield]] avanzó a las Semifinales. Reporte] |                    | Asistencia: no hay datos espectadores | Asistencia: no hay datos espectadores |

| 8 de diciembre de 1910 | Boca Juniors                                       | 3:0                                                                                    | Nacional (Floresta) | GEBA, Buenos Aires                                       |                                                          |
|                        | J. Pastor 55' · F. Taggino 77' · A. Giovanelli 79' | [[[Club Atlético Boca Juniors\|Boca Juniors]] avanzó directamente a la final. Reporte] |                     | Asistencia: no hay datos espectadores Árbitro(s): Gondra | Asistencia: no hay datos espectadores Árbitro(s): Gondra |

### Semifinales
| 4 de diciembre de 1910 | Racing Club | 0:0 | Banfield | Ferrocarril Oeste, Buenos Aires       |  |
|                        |             |     |          | Asistencia: no hay datos espectadores |  |

| 8 de diciembre de 1910 | Banfield | 0:1 (0:0, 0:0) | Racing Club   | Ferrocarril Oeste, Buenos Aires       |                                       |
|                        |          |                | P. Frers 120' | Asistencia: No hay datos espectadores | Asistencia: No hay datos espectadores |

### Final
| 11 de diciembre de 1910 | Racing Club               | 2:1 | Boca Juniors     | GEBA, Buenos Aires                                       |                                                          |
|                         | P. Frers 44' A. Ohaco 58' |     | J. Pastor 5 (P)' | Asistencia: no hay datos espectadores Árbitro(s): Alfano | Asistencia: no hay datos espectadores Árbitro(s): Alfano |

|                                 |
|                                 |
| Campeón Racing Club 1.er título |

## Copa Campeonato
La Copa Campeonato de Segunda División fue disputada por el ganador del Campeonato de Segunda División y por el ganador del Torneo de Reservas de la Primera División.
| No hay datos | Racing Club                          | 4:0 | River Plate (II) |  |  |
|              | A. Ohaco 2 · I. Oyarzábal · E. Firpo |     |                  |  |  |

|                                 |
|                                 |
| Campeón Racing Club 1.er título |

## Reestructuración
Para la próxima temporada, debido a la gran cantidad de equipos, el ascenso sufriría una reestructuración por medio de la creaciones de la Segunda Liga,  nuevo órgano interno de la AAFL que se encargaría de organizar las categorías de ascenso; y la División Intermedia, nuevo certamen que pasaría a ocupar el rol de segunda categoría del fútbol argentino. Como consecuencia, 9 equipos pasaron a integrar el nuevo certamen, mientras que otros 14 permanecerían en la Segunda División y, por ende, descendieron a la tercera categoría. Finalmente, los 9 equipos restantes se desafiliaron.
En cuánto a los 3 equipos de reserva, uno pasó a integrar el Torneo de Reservas de Primera por el ascenso del equipo principal; mientras que los 2 restantes fueron relegados a la nueva División Extra, certamen de reservas de la División Intermedia paralelo a la Segunda División a partir de 1911.